# خوان آرگوته
خوان آرگوته (اسپانیایی: Juan Argote‎؛ ۶ ژانویه ۱۹۰۷ – ۱۳ سپتامبر ۱۹۹۰) بازیکن فوتبال اهل بولیوی بود.
از باشگاه‌هایی که در آن بازی کرده‌است می‌توان به باشگاه فوتبال بولیوار اشاره کرد.
وی همچنین در تیم ملی فوتبال بولیوی بازی کرده‌است.